# Мережковский, Константин Сергеевич
Константи́н Серге́евич Мережко́вский (23 июля [4 августа] 1855, Санкт-Петербург — 9 января 1921, Женева) — русский ботаник, зоолог, философ, писатель. Брат Д. С. Мережковского.

## Биография
Родился 4 августа (23 июля по старому стилю) 1855 года в Петербурге в семье высокопоставленного чиновника, получил хорошее домашнее образование. Прадед учёного, Фёдор Мережки, был войсковым старшиной на Украине в г. Глухове. Дед, Иван Фёдорович, при императоре Павле I служил в Измайловском полку, тогда же он, вероятно, изменил фамилию Мережки на Мережковский. Отец Мережковского, Сергей Иванович, служил при императорах Николае I и Александре II в канцелярии придворного ведомства. Мать Мережковского, Варвара Васильевна (урождённая Чеснокова) — дочь управляющего канцелярией петербургского обер-полицмейстера. В семье было пять братьев и три сестры.
В 1869 г. Константин Мережковский поступил в Училище правоведения, так как отец желал старшему сыну карьеры чиновника, но в 1875 г. подал документы в Императорский Санкт-Петербургский университет на естественное отделение физико-математического факультета. Будучи ещё студентом, под руководством профессора Н. П. Вагнера начал вести научную работу. После первого курса был летом 1876 г. на Белом море. Он активно обрабатывал материалы, участвовал в заседаниях зоологического отделения Санкт-Петербургского общества естествоиспытателей, публиковал работы (в основном зоологические): его заинтересовали диатомовые водоросли, и К. С. Мережковский опубликовал свои первые работы «Диатомовые водоросли Белого моря» (1878), «Наблюдения над движением диатомовых водорослей» (1880). Диплом об окончании университета получил 20 ноября 1880 г.
После окончания университета он был командирован на 2 года за границу, где занимался антропологией, зоологией и частично ботаникой в Берлине, Париже и в Лейпциге, а также на Неаполитанской станции. По возвращении из-за границы защитил в 1883 г. диссертацию «Материалы к познанию животных пигментов» и читал лекции по зоологии в Санкт-Петербургском университете (1884) и на Высших женских курсах. В 1880—1886 гг. — ассистент Н. П. Вагнера, а затем и приват-доцент. Основные исследования этого периода связаны с кишечнополостными, гидроидами, губками. В 1886 г. Мережковский ушёл в отставку и уехал из Петербурга на юг, в Крым и на Кавказ, где занялся со свойственной ему энергией виноградарством.
Крымский период (1886—1898 гг.) в жизни Мережковского ознаменовался специальными исследованиями диатомовых водорослей. В 1894 г. он изучал диатомовые водоросли Чёрного и Азовского морей, в 1897 г. работал на Севастопольской станции, затем отправился на русскую станцию в Виллафранка на Средиземном море, где занимался изучением морских водорослей. В это время появились его работы «Инструкция для собирания диатомовых водорослей» (1897), «Список диатомовых Чёрного моря» (которая написана была в 1897—1898 гг., пролежала в Киевском обществе естествоиспытателей 4 года и была опубликована в 1902—1903 гг.), «Заметки о диатомовых водорослях Геническа (Азовское море)» (1902). В это же время он опубликовал статьи и по виноградарству; в 1898 г. ему поручено написать фундаментальное исследование с иллюстрациями «Ампелография Крыма». Писать книгу он начал, но вскоре бросил и внезапно уехал в Северную Америку.
В Америке Мережковский пробыл 4 года (1898—1902); там он работал в университете Беркли близ Сан-Франциско, какое-то время жил в Лос-Анджелесе под именем W. Adler. Он изучал морские водоросли, написал «Этюды над эндохромом диатомовых», опубликовал серию работ с описанием новых таксонов в «The Annals and Magazine of Natural History» и в «Ботанических записках, издаваемых при Ботаническом саде С.-Петербургского университета профессором Хр. Гоби». Так появились описания родов Okedenia Eul., Stauronella, (1901), Sellaphora, новые Licmophorae (1902), Catenula, Licmosphaenia (1902—1903), Placoneis (1903). Мережковского интересовали проблемы классификации диатомовых и он опубликовал статью «On the Classification of Diatoms» (1902), жизненный цикл и ауксоспоробразование у диатомовых (Les types des auxospores chez les Diatomées et leur evolution, 1903).
Летом 1902 г. К. С. Мережковский вернулся в Россию. 18 февраля 1902 году он по предложению профессора А. А. Остроумова занял место хранителя зоологического музея при Казанском университете. В 1903 году защитил диссертацию на тему «К морфологии диатомовых водорослей» и был удостоен степени магистра ботаники. С 14 января 1904 года Мережковский был назначен приват-доцентом по кафедре ботаники и приступил к чтению курса споровых растений. 14 октября 1906 г. назначен исполняющим обязанности экстраординарного профессора Императорского Казанского университета. 2 декабря 1906 г. публично защитил диссертацию «Законы эндохрома», 17 января 1907 г. был утверждён в степени доктора ботаники, а с 1 января 1908 г. — в должности экстраординарного профессора.

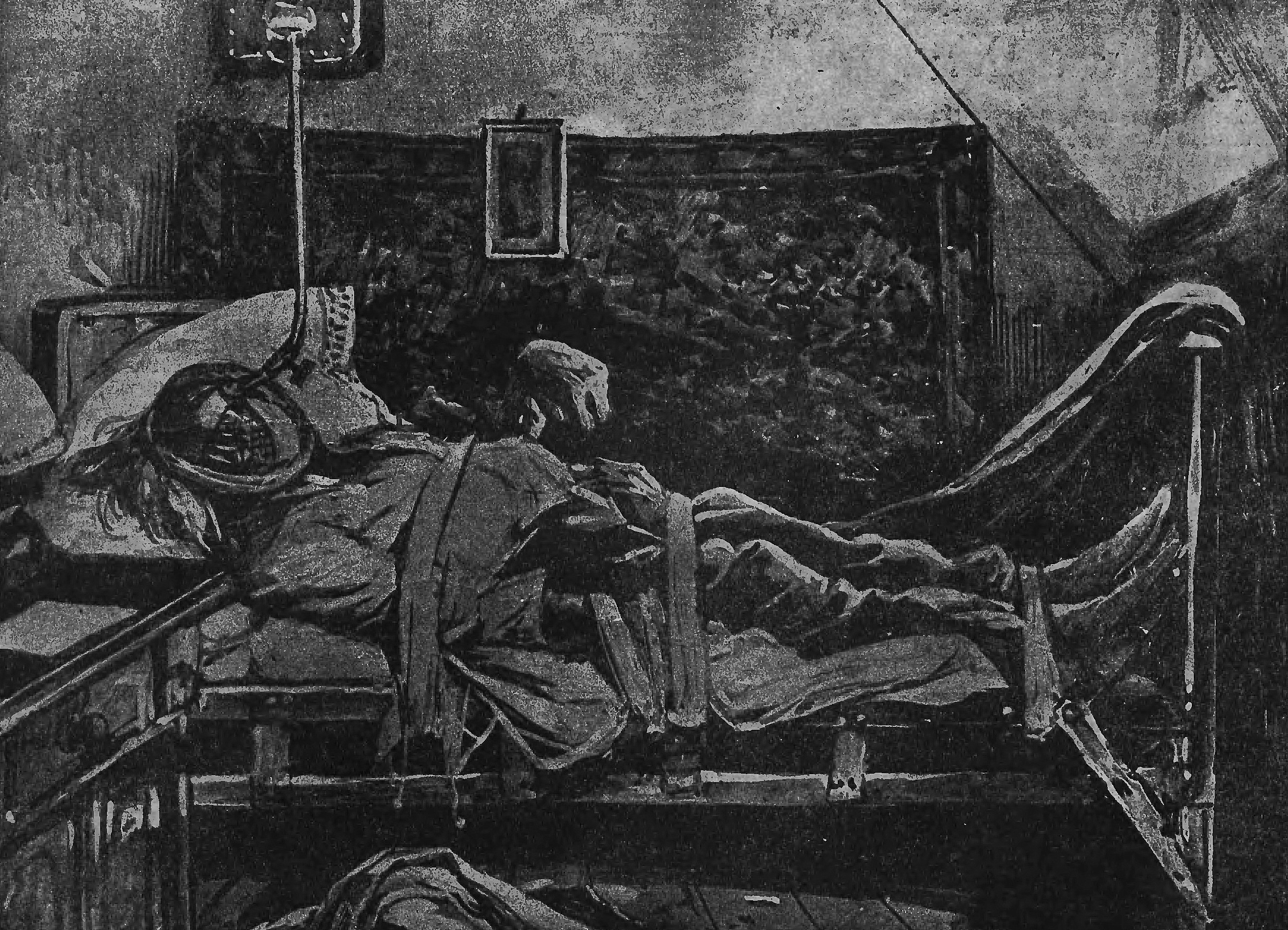
Сцена самоубийства Константина Мережковского

После «газетного скандала» 1914 года, в результате которого Мережковского обвинили в педофилии (обвинялся в изнасиловании 26 девочек), он бежал из России за границу. Последние годы жизни К. С. Мережковский провёл сначала в Ницце, а затем в Женеве. Его последними работами, опубликованными в Женеве, стали «Растения, рассматриваемые как симбиотический комплекс» (1920) и философская космогоническая работа «Универсальный ритм как основа новой концепции вселенной» (1920).
Из-за состояния здоровья и обвинений в изнасиловании девочек он решил покончить с собой. 9 января 1921 г. К. С. Мережковский покончил с собой в гостиничном номере «Hotel des Families» в Женеве, оставив записку: «Слишком стар, чтобы работать, и слишком болен, чтобы жить», — таковы были последние написанные им слова.

## Научная деятельность
Основные работы Мережковского посвящены морфологии и систематике диатомовых водорослей и лишайников, систематике инфузорий, губок, кишечнополостных. Он собрал большую коллекцию лишайников (более 2000 экземпляров). Мережковский — один из создателей теории симбиогенеза (термин Мережковского), согласно которой более сложные клетки возникли в результате симбиоза менее сложных. Основываясь на этой теории, он предложил оригинальную систему органического мира с делением его на три царства: микоиды (грибы, бактерии, сине-зелёные водоросли), растения и животные.
Теории симбиогенеза долгое время считались в биологии «еретическими», пока в конце 1960-х годов не были осмыслены рядом биологов как основа современного понимания эволюции органического мира. В 1971 году научными исследованиями американского биолога Линн Маргулис была окончательно подтверждена теория симбиотического происхождения органелл эукариотов.
Помимо биологии, Константин Мережковский увлекался археологией; студентом был одним из первых исследователей, целенаправленно проводил в Крыму раскопки стоянок древнего человека (1879). В одиночку Мережковский обследовал 34 пещеры, обнаружив в девяти из них следы палеолита. Он открыл первую на территории Российской империи пещерную стоянку палеолита Волчий грот близ села Мазанки. Интересные находки он сделал на плато Долгоруковской яйлы, в пещере Кобази, в гроте Сюрень-I, расположенном в долине реки Бельбек, в гроте Качинский навес.

## Литературная деятельность
Помимо научной деятельности, Мережковский является автором фантастического романа-утопии «Рай Земной» (1903).
Действие романа разворачивается в XXVII веке, куда необъяснимым образом попадает главный герой. Весь роман состоит из наблюдений героя за жизнью необычного для него мира и многочисленных диалогов, в которых раскрывается история и сущность изменений, произошедших с XIX века. В результате евгенических экспериментов создано общество, в котором люди абсолютно счастливы. Всё человечество делится на три вида. Первый представляет интеллектуалов, которые и являлись инициаторами реформирования человека. Они обладают наибольшей продолжительностью жизни. Второй вид людей обладает продолжительностью жизни 30—40 лет, они поделены на разные группы согласно группе крови и нравственным качествам. Они ограничены в рождаемости — производство потомства разрешено исключительно между представителями определённых групп, для того чтобы избежать появления неполноценных детей. Практикуется стерилизация. Третий вид — рабы, их отделяют от остальных людей. Только рабы занимаются физическим трудом, который считается оскорбительным для человеческой природы. «Выведены» рабы из представителей диких африканских племён. Они специализируются на выполнении определённых работ и вне своей специализации почти ничего не понимают. В конце концов главный герой пробуждается ото сна, в котором он, оказывается, пребывал.

## Оценки
Биограф К. С. Мережковского М. Н. Золотоносов так характеризует этого нестандартного человека:

Константин Сергеевич Мережковский — крупный биолог конца XIX — начала XX века — «другой Мережковский». Самый любопытный и колоритный русский извращенец XIX—XX веков, самая яркая и цельная личность Серебряного века, «русский маркиз де Сад», как его с полным основанием именовали шокированные современники, антисемит и «союзник» (имеется в виду Союз русского народа) прожил жизнь полную противоречий, высказал идеи, которые не были приняты его современниками и забыты на 100 лет и только в последние десятилетия его идеи возрождены. Как философ, он тонко ощутил развитие основной темы века XX — темы воли к власти. Он был человеком прорыва: и в науке, и в философии, и в морали. Однако его не пустили в историю философии, культуры и науки, глухим молчанием окружили его роман «Рай земной», и эпохальное научное открытие, содержащееся в работе 1909 г. «Теория двух плазм». В успехе ему было отказано — так политические противники свели с ним счёты, а благонамеренные не дали образоваться научной репутации.